# Yipsi Moreno
Yipsi Moreno González (sinh ngày 19 tháng 11 năm 1980 tại Camagüey) là một vận động viên ném tạ Cuba. Cô là một nhà vô địch thế giới ba lần và huy chương bạc Olympic, một cựu kỷ lục gia thế giới và người giữ kỷ lục khu vực hiện tại.
Vào năm 2016, sau khi vận động viên giành huy chương vàng Olympic Aksana Miankova năm 2008 nhận được IAAF xác định sử dụng doping, Moreno đã trở thành nhà vô địch ném búa Olympic cho Cuba trong Thế vận hội Olympic 2008 tại Bắc Kinh.

## Cuộc sống và giáo dục sớm
Năm 11 tuổi, cô được tuyển dụng bởi trường thể thao Cerro Pelado ở quê nhà, nơi cô bắt đầu tập bắn và ném đĩa. Ném tạ không phải là bộ môn được phổ biến vào thời điểm đó, nhưng sau khi được giới thiệu ở Cuba vào năm 1993, cuối cùng cô tập trung vào sự kiện này và cô kiếm được một vị trí trong đội tuyển quốc gia năm 1996.

## Sự nghiệp điền kinh

### 1997–2000
Năm 1997, Moreno giành được giải vô địch trẻ Đại hội Thể thao Liên châu Mỹ tại Havana với một cú ném 55,74 mét, cải thiện kỷ lục vô địch hai tuổi với mười mét. Cô đã đánh bại Maureen Griffin thứ hai ở vị trí thứ hai với biên độ 46 cm. Năm nay, cô đã vượt qua mốc 60 mét lần đầu tiên, với 61,96 m. Năm sau, cô đã hoàn thành thứ tư tại giải vô địch thế giới Junior 1998, lần này sau Griffin 29 cm. Sau giải vô địch thế giới Junior, Moreno bắt đầu làm việc với một huấn luyện viên mới Eladio Hernández, chính anh ta là một tay ném búa cũ. Sự hợp tác đã được đền đáp gần như ngay lập tức khi Moreno thành lập một kỷ lục mới trên thế giới vào ngày 29 tháng 5 năm 1999 với 66,34 mét ở độ cao ở Thành phố México.
Cuối năm đó, cô đã giành huy chương bạc tại Pan American Games với 63.03 mét, chỉ bị đánh bại bởi Dawn Ellerbe, người đã ném 65.36. Tại giải vô địch thế giới cùng năm, cú ném hợp lệ duy nhất của cô ấy đo được 58,68 mét, cho cô ấy một vị trí thứ mười tám trong trận chung kết (không có vòng loại). Tại cuộc thi lớn tiếp theo của cô, Thế vận hội 2000, cô đã cải thiện vị trí thứ tư.

### 2008
Tại trận chung kết ném bóng chày nữ Olympic 2008, Moreno một lần nữa giành huy chương bạc, lần này sau Aksana Miankova của Belarus, người đã ném đạt kỷ lục Olympic là 76,34 mét trong vòng hai đến lượt cuối cùng. Moreno đã ở vị trí huy chương bạc với một cú ném trái, và trong nỗ lực cuối cùng của mình, cô đã giảm ngắn của Miankova với một ném 75,20 mét, mặc dù nó là ném tốt nhất của cô trong trận chung kết.
Cô ấy thực sự là nhà vô địch Olympic Bắc Kinh 2008. Một giải thưởng như vậy đã được công bố vào năm 2016, sau khi vận động viên của Aksana Miankova bị loại bởi IAAF, để sử dụng các chất bị cấm như được phát hiện trong một thử nghiệm kiểm soát chống doping.